# 옵티마테스
옵티마테스(라틴어: optimates)는 공화정 로마 말기의 정치파이다. 평민파(Populares)의 상대어이다.

## 개요
공화정 로마에서는 오랫동안 원로원의 주도 하에 정치를 해 왔다. 옵티마테스는 원로원 주도의 정치체제 유지를 도모하였던 이들의 총칭이며, 원로원의 명예를 중시하였다. 라틴어의 ‘좋은’ 또는 ‘최상의’을 뜻하는 옵티머스(optimus)에서 이름을 딴 것이다.
옵티마테스로 불리는 이들은 원로원의 다수파를 차지하는 노빌레스들이 흔하지만, 루키우스 코르넬리우스 술라나 소 카토와 더불어 마르쿠스 툴리우스 키케로는 노부스 호모(Novus homo)였다.

## 역사
공화정 말기의 로마에서는 잇따른 전쟁과 그로 인한 영지 확대로 정치구조에 문제가 발생하고 있었다. 구체적으로는 평민이 몰락하는 것이었다. 그리고 그에 따라서 군사력도 저하되었다. 이 사태를 인식한 그라쿠스 형제는 평민을 구제하기 위한 개혁에 나섰다. 이 개혁에 원로원의 다수를 차지하는 노빌리스들은 반발하였고, 결국 이 개혁은 실패로 돌아간다.
그러나 그라쿠스 형제 이후에도 평민의 지지를 기반으로 원로원에 대항하려고 하는 평민파(폽풀라레스, Populares)가 계속 나타났다. 그 중에서 가이우스 마리우스가 등장한다. 그는 막강한 군사력과 민중의 지지를 바탕으로 정치 권력을 잡으려고 시도하였다. 원로원은 그를 저지하려고 했으나, 로마의 군사력을 재건하기 위해 평민의 구제가 급선무였기에 결국 마리우스 등의 평민파가 권력을 장악하게 된다.
마리우스의 사후에 술라가 독재관 자리에 오르게 된다. 이 때 옵티마테스의 정치적 사상이 최대한 적용된다. 술라 하에서 민회는 정치력의 대부분을 빼앗겨 원로원 의원은 300명에서 600명으로 정원이 늘어나게 된다. 그리고 많은 평민파들이 숙청되었으며, 옵티마테스의 전성기를 맞이하게 된다. 그러나 술라의 독재정치는 원로원 주도의 과두 정치를 이상으로 하는 많은 옵티마테스들에게도 호감을 사지 못했고, 결국 술라 사후 그가 구축하였던 체제는 점점 무너졌다.
그 이후 율리우스 카이사르의 대두와 함께 평민파는 부활을 시도하지만 옵티마테스가 여전히 남아 있는 상황이었다. 카이사르는 로마 내전 끝에 옵티마테스를 무너트리고 권력을 장악하였고, 이전에 실패하였던 그라쿠스 형제의 개혁과 유사한 개혁을 실행하였다. 하지만 나중에 황제의 허락을 얻어 원로원 의원의 신분에 머무는 사람도 있었다. 이후 카이사르를 암살 마르쿠스 유니우스 브루투스도 그 중 한 명이었다.
카이사르 암살 이후 제2차 삼두 정치가 시작되었고, 이 시기에 옵티마테스는 다수가 숙청되어 정치적 종말을 맞이했다. 이후 로마의 정치가 카이사르의 후계자를 둘러싼 포풀라레스 사이의 권력 투쟁으로 바뀐다.

## 같이 보기
- 플레브스
- 노부스 호모